# Špalíček (Cheb)
Špalíček (německy Stöckl) je uskupení jedenácti původně gotických domů, stojících na severní straně náměstí Krále Jiřího z Poděbrad v historickém centru města Chebu.

## Historie

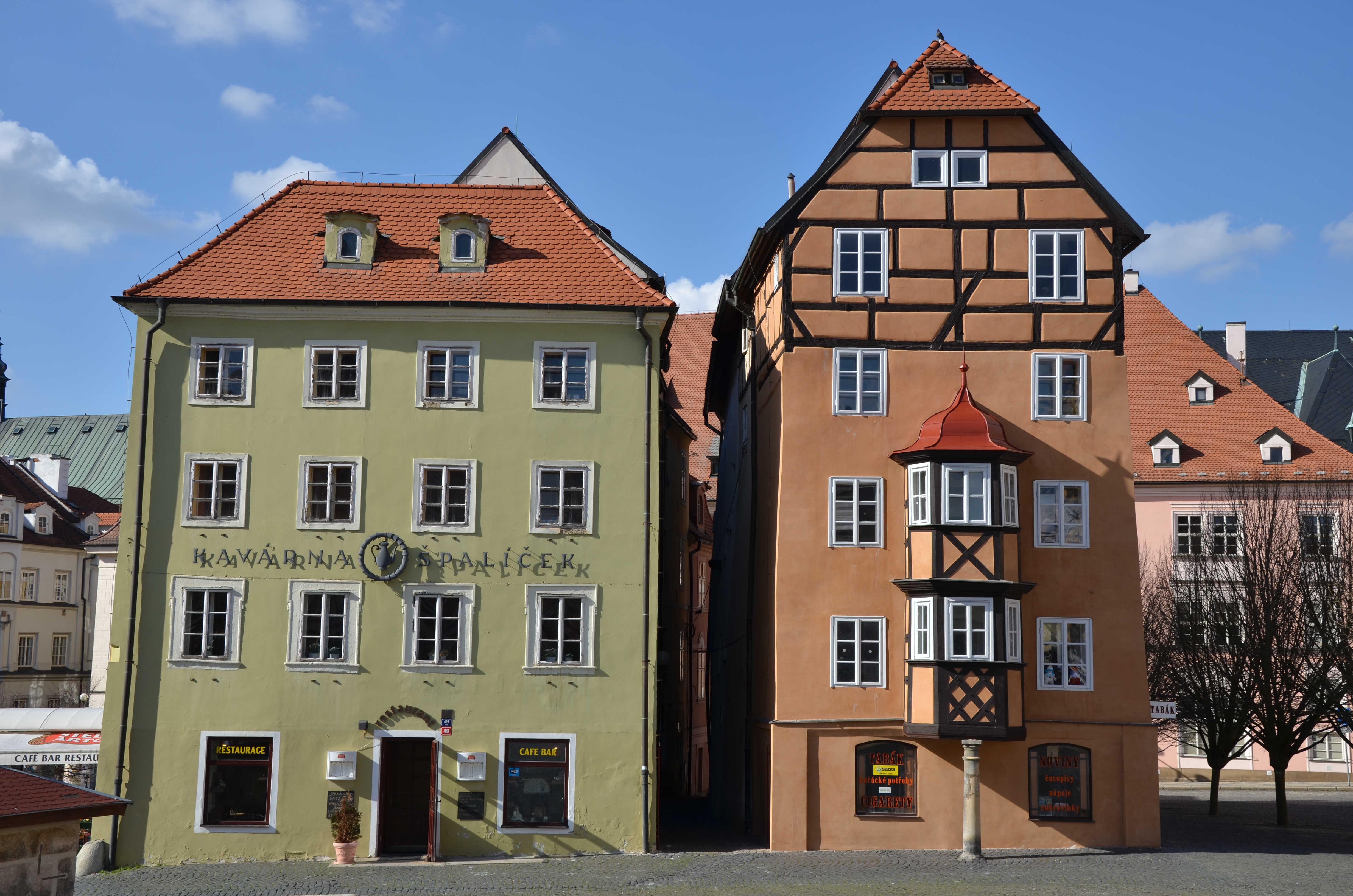
Špalíček s detailním záběrem Kramářské uličky

Dnešní Špalíček stojí na místě bývalých masných bud a masných krámů, ze 13. století. Pro tyto domy je charakteristická tzv. hrázděná konstrukce, typická pro oblast Chebska.
Celý komplex budov byl také rozdělen na dvě samostatné části úzkou Kramářskou uličkou.
Tato chebská památka je součástí městské památkové rezervace a je také zapsána na seznamu nemovitých kulturních památek ČR.